# Khalid Boulahrouz
Khalid Boulahrouz (arabul: خالد بُلحروز, magyar átírásban: Halid Bularuz; Maassluis, 1981. december 28. –) marokkói származású holland válogatott labdarúgó, jelenleg a Feyenoord játékosa.

## Magánélete
Boulahrouz egy Hollandiában élő rifi berber marokkói család gyermeke. Nyolc testvére van. 16 éves korában édesapja meghalt, így neki kellett felelősséget vállalnia a családjáért.
Mikor Boulahrouz a svájci Lausanne-ban a 2008-as Európa-bajnokság Oroszország elleni negyeddöntőjére készült, állapotos felesége, Sabia komplikációk miatt kórházba került. Koraszülött kislányuk, Anissa még a kórházban meghalt. Pár nappal később játékra jelentkezett Marco van Basten szövetségi kapitánynál. Lánya emlékére az oroszok elleni mérkőzésen a teljes holland csapat fekete karszalagot viselt.

## Pályafutása

### VfB Stuttgart
Boulahrouz 2008. július 21-én, közel 4 millió euróért igazolt a német VfB Stuttgarthoz.

### Sporting
A Sporting CP 2012. július 18-án bejelentette, hogy szerződtette Boulahrouzt, aki két plusz egy évre írt alá.

### Válogatott

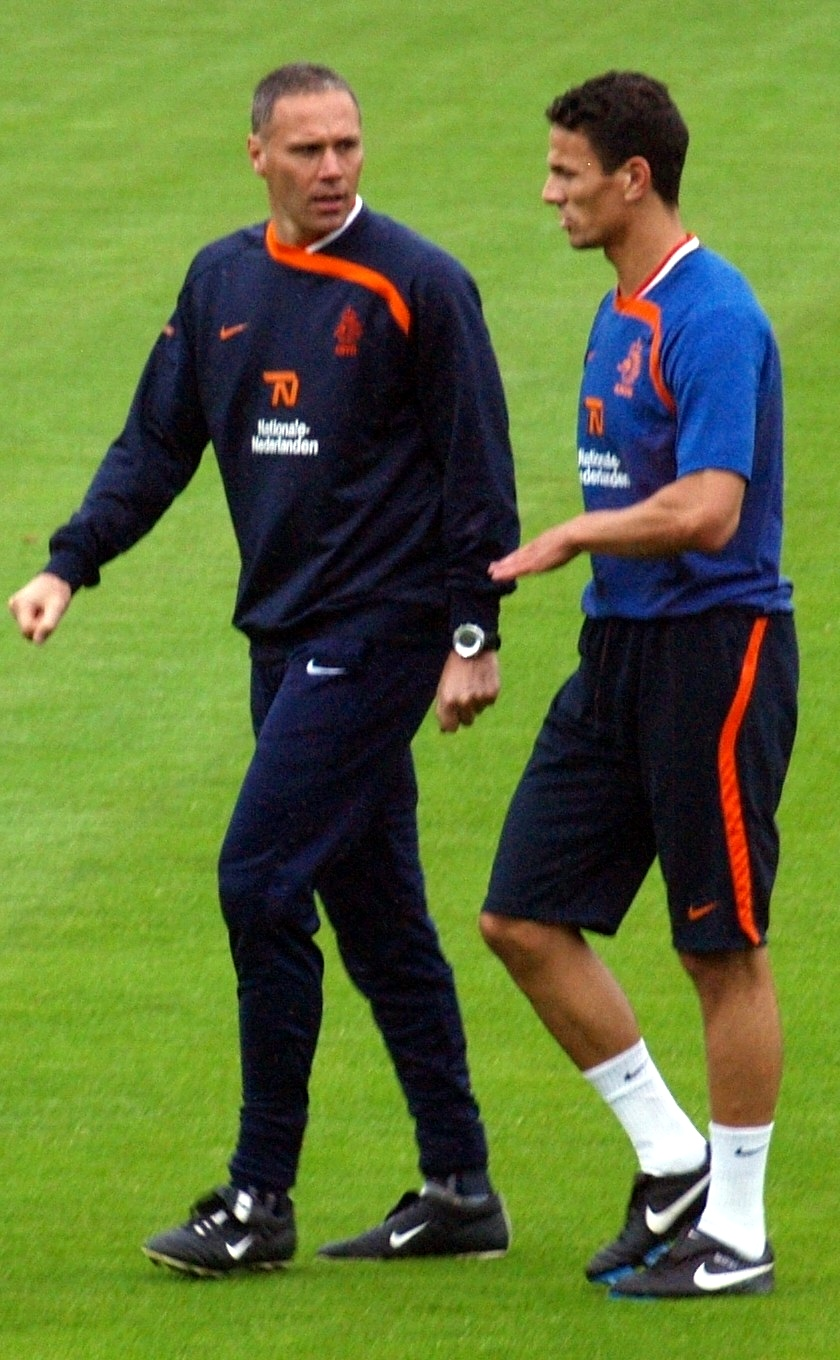
Boulahrouz a volt szövetségi kapitánnyal, Marco van Bastennel.

Miután Boulahrouz a Hamburger SV játékosa lett, Marco van Basten behívta a holland válogatottba. 2004. szeptember 3-án debütált Liechtenstein ellen, és a 2006-os világbajnokság holland keretébe is meghívták.
A Portugália elleni nyolcaddöntőben kiállították a 63. percben miután megkapta második sárga lapját Luís Figo lekönyökléséért. Ivanov játékvezető 16 sárga és 4 piros lapot osztott ki a mérkőzésen, ami világbajnoki rekord.
A 2008-as Európa-bajnokság keretébe Ryan Babel sérülése miatt került be és végigjátszotta a csoportmérkőzéseket Olaszország, Franciaország és Románia ellen.

## Statisztika
| Csapat       | Szezon  | La Liga     | La Liga     | Copa del Rey | Copa del Rey | UEFA  | UEFA | Egyéb | Egyéb | Összesen | Összesen |
| Csapat       | Szezon  | Mérk.       | Gól         | Mérk.        | Gól          | Mérk. | Gól  | Mérk. | Gól   | Mérk.    | Gól      |
| ------------ | ------- | ----------- | ----------- | ------------ | ------------ | ----- | ---- | ----- | ----- | -------- | -------- |
| Sevilla      | 2007-08 | 6           | 0           | 1            | 0            | 1     | 0    | 0     | 0     | 8        | 0        |
| Össz.        |         | 6           | 0           | 1            | 0            | 1     | 0    | 0     | 0     | 8        | 0        |
| Csapat       | Szezon  | Premiership | Premiership | FA-kupa      | FA-kupa      | UEFA  | UEFA | Egyéb | Egyéb | Összesen | Összesen |
| Csapat       | Szezon  | Mérk.       | Gól         | Mérk.        | Gól          | Mérk. | Gól  | Mérk. | Gól   | Mérk.    | Gól      |
| Chelsea      | 2006-07 | 10          | 0           | 0            | 0            | 1     | 0    | 3     | 0     | 14       | 0        |
| Össz.        |         | 10          | 0           | 0            | 0            | 1     | 0    | 3     | 0     | 14       | 0        |
| Csapat       | Szezon  | Bundesliga  | Bundesliga  | Német kupa   | Német kupa   | UEFA  | UEFA | Egyéb | Egyéb | Összesen | Összesen |
| Csapat       | Szezon  | Mérk.       | Gól         | Mérk.        | Gól          | Mérk. | Gól  | Mérk. | Gól   | Mérk.    | Gól      |
| Hamburg      | 2005-06 | 28          | 0           | 0            | 0            | 6     | 0    | 0     | 0     | 34       | 0        |
| Hamburg      | 2004-05 | 24          | 1           | 2            | 1            | 0     | 0    | 0     | 0     | 26       | 2        |
| Össz.        |         | 52          | 1           | 2            | 1            | 6     | 0    | 0     | 0     | 60       | 2        |
| Csapat       | Szezon  | Eredivisie  | Eredivisie  | KNVB Kupa    | KNVB Kupa    | UEFA  | UEFA | Egyéb | Egyéb | Összesen | Összesen |
| Csapat       | Szezon  | Mérk.       | Gól         | Mérk.        | Gól          | Mérk. | Gól  | Mérk. | Gól   | Mérk.    | Gól      |
| RKC Waalwijk | 2004-05 | 3           | 0           | 0            | 0            | 0     | 0    | 0     | 0     | 3        | 0        |
| RKC Waalwijk | 2003-04 | 24          | 4           | 5            | 0            | 0     | 0    | 0     | 0     | 29       | 4        |
| RKC Waalwijk | 2002-03 | 29          | 0           | 2            | 0            | 0     | 0    | 0     | 0     | 31       | 0        |
| RKC Waalwijk | 2001-02 | 1           | 0           | 0            | 0            | 0     | 0    | 0     | 0     | 1        | 0        |
| Össz.        |         | 57          | 4           | 7            | 0            | 0     | 0    | 0     | 0     | 64       | 4        |
| Összesen     |         | 125         | 5           | 10           | 1            | 8     | 0    | 0     | 0     | 146      | 6        |

## Külső hivatkozások
- Khalid Boulahrouz pályafutásának statisztikái a Soccerbase oldalon (angolul)

- www.boulahrouz.de -Khalid Boulahrouz szurkolói oldal